# West Ardsley
West Ardsley – osada w Anglii, w West Yorkshire, w dystrykcie metropolitalnym Leeds. West Ardsley jest wspomniana w Domesday Book (1086) jako Erdeslau.